# Cultura danubiana

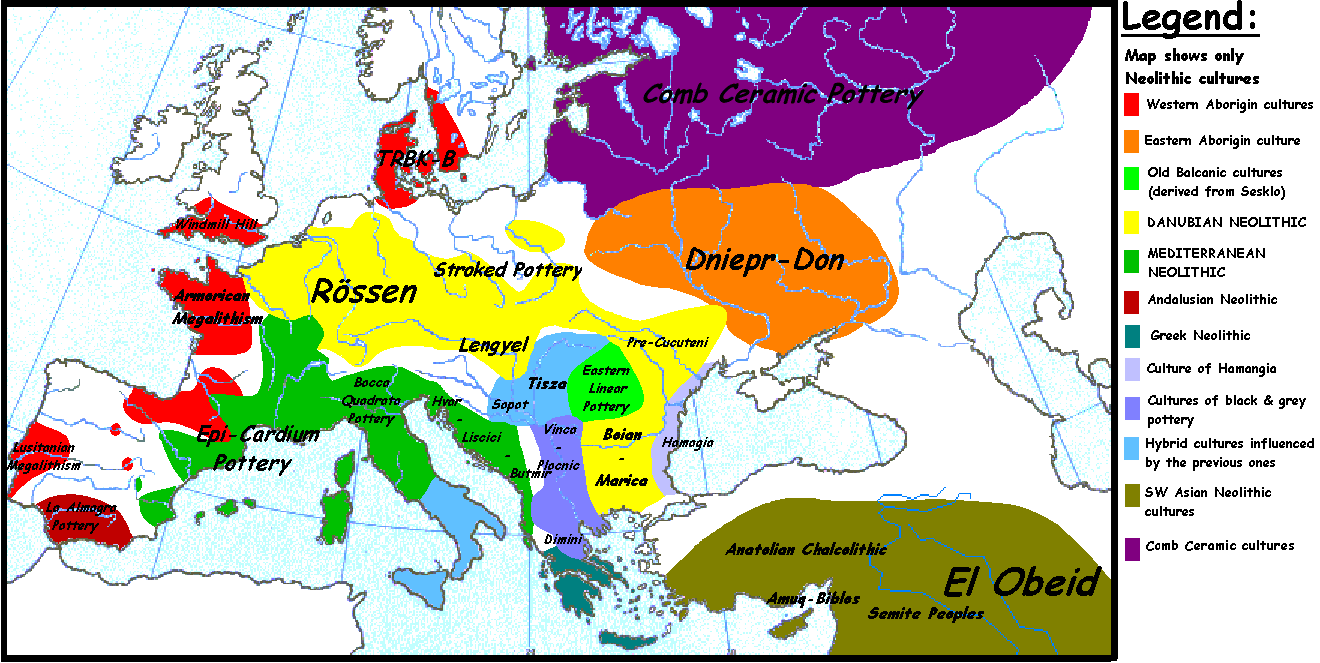
Mappa schematica delle principali facies culturali del Neolitico in Europa

La cultura danubiana è una cultura neolitica diffusasi nel bacino del fiume Danubio.
Il termine "cultura danubiana" (Danubian culture) fu coniato dall'archeologo australiano Vere Gordon Childe per descrivere la prima società agricola dell'Europa centrale ed orientale. Comprende la cultura della ceramica lineare, la cultura della ceramica decorata a punzone e la cultura di Rössen.
L'inizio della cultura della ceramica lineare si data intorno alla metà del VI millennio. La cultura sembra essersi diffusa in direzione ovest, lungo la vallata del Danubio e interagì in seguito con le culture dell'Europa atlantica, in particolare quando raggiunse il bacino parigino.
Le genti danubiane ripulivano le foreste e coltivavano i fertili suoli con loess in un territorio che andava dai Balcani ai Paesi Bassi. Produssero ceramica con decorazione lineare e addomesticarono mucche, maiali, cani, pecore e capre. Importavano conchiglie dello spondylus provenienti dal Mediterraneo. Gli insediamenti erano costituiti da edifici allungati.
L'elemento distintivo  di questa cultura ("fossile guida") è rappresentato dalle lunghe e sottili asce in pietra sagomate, utilizzate per abbattere gli alberi e talvolta come arma, come mostrano i crani rinvenuti a Talheim, in Germania o a Schletz in Austria.
Secondo una teoria di Eduard Sangmeister, gli insediamenti venivano abbandonati quando il terreno fertile si era esaurito e a volte rioccupati solo quando il periodo di riposo era stato sufficiente a ripristinarli. Peter Modderman and Jens Lüning ritengono invece che gli insediamenti fossero abitati in modo continuativo, con le singole famiglie che adoperavano luoghi definiti.
Una seconda fase della cultura danubiana vide l'utilizzo della ceramica dipinta, con influssi asiatici e si sovrappose alla prima fase intorno alla metà del V millennio a.C., mentre in una terza fase si diffuse la ceramica decorata "a punzone".
Tra i siti in cui è documentata questa cultura sono Bylany in Boemia e Köln-Lindenthal in Germania.
Nel controverso modello proposto da Marija Gimbutas sulla preistoria europea, la cultura danubiana costituisce il nucleo di quello che lei chiama la Vecchia Europa, descritta come una società matrilineare e "ginocentrica" relativamente avanzata e parlante lingue pre-indoeuropee che fu successivamente invasa dai guerrieri nomadi e patriarcali delle steppe (teoria kurganica).